# Charles Frederick Allen
Charles Frederick Allen (Norridgewock, 28 de janeiro de 1816 – Portland, 9 de fevereiro de 1899) foi um teólogo metodista norte-americano que serviu como primeiro presidente da Universidade do Maine. Durante seu mandato, construiu uma base administrativa sólida e estabeleceu um currículo de alta qualidade para a nova escola de engenharia e programas agrícolas.